# La padrina - Parigi ha una nuova regina
La padrina - Parigi ha una nuova regina (La Daronne) è un film del 2020 diretto da Jean-Paul Salomé, tratto dal romanzo La bugiarda di Hannelore Cayre.
Il film ha vinto il Premio Jacques-Deray 2021 del miglior film poliziesco francese.

## Trama
Patience Portefeux si guadagna da vivere traducendo dall'arabo al francese delle intercettazioni telefoniche per la brigata della narcotici. Vedova, con la madre in una casa di riposo e due figlie già grandi... "insospettabile", farà uso delle intercettazioni per salvare il figlio di un'ausiliaria e i propri conti in rosso.

## Distribuzione
Il film è stato distribuito nelle sale cinematografiche francesi a partire dal 9 settembre 2020 dopo un rinvio dovuto al COVID-19, mentre in Italia dal 14 ottobre 2021.

### Edizione italiana
La direzione del doppiaggio è di Teo Bellia e i dialoghi italiani sono curati da Marta Buzi, per conto della Studio Arki; la sonorizzazione è stata eseguita da 2T Audio Solutions.

## Accoglienza

### Incassi
Il film ha incassato un totale mondiale di 5432038 $.

### Critica
Sull'aggregatore di recensioni Rotten Tomatoes  il film riceve il 78% delle recensioni professionali positive con un voto medio di 6,9/10, mentre su Metacritic ha un punteggio di 58 su 100 basato su 9 recensioni.

## Riconoscimenti
- 2021 – Premio Women Film Critics Circle
  - Miglior segreto custodito a Jean-Paul Salomé
- 2021 – Premio César
  - Candidato per il miglior adattamento a Jean-Paul Salomé e Hannelore Cayre